# الهجوم على السفارة الأمريكية في صنعاء 2012
في 13 سبتمبر 2012 , هاجم متظاهرون السفارة الأمريكية في صنعاء باليمن ردا على فيلم براءة المسلمين الذي أعتبر مسيئا لشخص النبي محمد و تمكن المتظاهرون من اقتحام مبنى السفارة و إحراق خمسة سيارات تابعة لها و إنزال العلم الأمريكي و رفع علم إسلامي مكانه. ردت قوات الأمن المحوطة للسفارة التي تخضع لإجراء ات أمنية مشددة بإطلاق النار في الهواء و أصيب 15 شخصا على الأقل و أعتقل 12 آخرين  و أشار بيان السفارة الأمريكية أن لا قتلى و لا إصابات بين عاملي السفارة  أشارت النيويورك تايمز أن عبد المجيد الزنداني كان وراء التحريض على المظاهرات  فيما قالت البي بي سي أن معظم المتظاهرين في صنعاء كانوا من الحوثيون 